# 7960 Condorcet
7960 Condorcet è un asteroide della fascia principale. Scoperto nel 1994, presenta un'orbita caratterizzata da un semiasse maggiore pari a 2,1847496 UA e da un'eccentricità di 0,0730833, inclinata di 3,24553° rispetto all'eclittica.